# Lei feia
Entre 1867 e 1974, várias cidades dos Estados Unidos tiveram decretos de mendigos feios, em retrospecto também apelidados de leis feias ou leis da feiura. Essas leis visavam pessoas pobres e pessoas com deficiência. Exceções à exposição pública eram aceitáveis apenas se as pessoas fossem objetos de demonstração, para ilustrar a separação de deficientes de não deficientes e sua necessidade de reforma.
A Charity Organization Society sugeriu que a melhor ajuda de caridade seria investigar e aconselhar as pessoas que precisam de assistência em vez de fornecer ajuda material. Isso criou conflito nas pessoas entre o desejo de ser bons cristãos e bons cidadãos ao ver pessoas necessitadas de assistência. Sugeriu-se que os mendigos impunham culpa às pessoas dessa maneira. "O pauperismo é uma doença para a comunidade, uma chaga para o corpo político, e sendo uma doença, deve ser, na medida do possível, removido, e o propósito curativo deve estar por trás de todo o nosso pensamento e esforço para a classe dos mendigos." Semelhante ao que disse Slocum, outros autores sugeriram que dar caridade a mendigos sem saber o que deveria ser feito com os fundos era tão "culpável quanto quem atira uma arma na multidão".
O termo "leis feias" foi cunhado em meados da década de 1970 pelos detratores Marcia Pearce Burgdorf e Robert Burgdorf, Jr.

## História
Em 1729, na Inglaterra, a punição às vezes era sugerida para pessoas com deficiências físicas, nascidas com deficiência ou adquiridas mais tarde na vida, que apareciam em público.
As leis feias nos Estados Unidos surgiram no final do século 19. Durante este período, os espaços urbanos sofreram um afluxo de novos moradores, o que colocou pressão sobre as comunidades existentes. Os novos moradores às vezes eram empobrecidos. Isso significava que um grande número de pessoas estranhas umas às outras agora ocupavam bairros mais próximos do que nas cidades pequenas, onde instituições locais como escolas, famílias e igrejas ajudavam a moderar as relações sociais. Como reação a esse influxo de pessoas empobrecidas, ministros, organizadores de caridade, planejadores de cidades e autoridades municipais em todos os Estados Unidos trabalharam para criar leis feias para sua comunidade.

## Criticismo
Leis feias impediam que algumas pessoas com deficiência física saíssem em público.
O britânico Stuart Murray argumenta que o "contágio civil" da proliferação de leis feias é peculiarmente americano: "A deficiência perturba o senso de identidade nos contextos dos EUA de maneiras especiais".
Em 1966, Jacobus tenBroek [en] argumentou que as limitações impostas a uma pessoa com deficiência tinham pouco a ver com a deficiência real, mas sim com "os pensamentos imaginados da sociedade sobre as dificuldades e riscos da deficiência".
Em 1975, Marcia Pearce Burgdorf e Robert Burgdorf, Jr. escreveram sobre as desagradáveis ordenanças de mendigos em seu artigo de jornal, "Uma história de tratamento desigual: as qualificações de pessoas com deficiência como uma 'classe suspeita' sob a cláusula de proteção igual".
A peça de John Belluso [en], The Body of Bourne, tem uma cena em que Randolph Bourne foi confrontado em Chicago devido a uma lei feia. Embora esta seja uma ocorrência fictícia, a descrição da lei indica o impacto na história da deficiência. 
Em 1980, durante uma turnê pela Europa, uma performer do Lilith Women's Theatre, com sede em São Francisco, Victoria Ann Lewis, fez um monólogo sobre a dificuldade das pessoas com deficiência encontrarem trabalho devido à ideia social de que as pessoas com deficiência deveriam se esconder ou estar num circo. Lewis acreditava ter sido negada a admissão em uma escola de teatro na cidade de Nova York devido a sua claudicação. Ela observou que eles tentaram convencê-la a tomar uma posição nos bastidores. Ela sentiu que isso era devido às leis feias e que ela não poderia se apresentar em algumas cidades.